# Drino atropivora
Drino atropivora là một loài ruồi trong họ Tachinidae.